# روي تاربلي
روي تاربلي (بالإنجليزية: Roy Tarpley)‏ مواليد 28 نوفمبر 1964 في نيويورك - الوفاة 9 يناير 2015، كان لاعب كرة سلة أمريكي بدأ مسيرته الاحترافية في سنة 1986. تم اختياره من قبل فريق دالاس مافيريكس خلال الدرافت وحمل الرقم 42. بلغ طوله 6 قدم 11 بوصة (2.1 م). اعتزل اللعب في 2006.

## المسيرة الاحترافية
لعب مع دالاس مافيريكس من سنة 1986 إلى 1991، ثم لعب مع نادي أولمبياكوس لكرة السلة في موسم 1993–1994، ثم لعب مع دالاس مافيريكس في موسم 1994–1995.

## روابط خارجية
- روي تاربلي على موقع إن بي أي (الإنجليزية)
- روي تاربلي على موقع سبورتس رفرنس (الإنجليزية)
- روي تاربلي على موقع كرة السلة الأوروبية.كوم (الإنجليزية)
- روي تاربلي على موقع كلية كرة السلة في سبورتس رفرنس.كوم (الإنجليزية)
- روي تاربلي على موقع ريلجم (الإنجليزية)
- روي تاربلي على موقع بروبوليرز (الإنجليزية)